# Mario Marois
Mario Joseph Marois (* 15. Dezember 1957 in L’Ancienne-Lorette, Québec) ist ein ehemaliger kanadischer Eishockeyspieler und trainer sowie derzeitiger -scout. Der Verteidiger absolvierte über 1000 Spiele in der National Hockey League, den Großteil davon für die Nordiques de Québec, die er auch als Mannschaftskapitän anführte, sowie die Winnipeg Jets. Mit der kanadischen Nationalmannschaft gewann er die Silbermedaille bei der Weltmeisterschaft 1989. Seit 2011 ist er in der NHL als Scout für die Detroit Red Wings tätig.

## Karriere

### Jugend
Mario Marois spielte in seiner Jugend für die Remparts de Québec in der Ligue de hockey junior majeur du Québec (LHJMQ), der ranghöchsten Juniorenliga seiner Heimatprovinz Québec. Bereits in seiner ersten kompletten LHJMQ-Saison gewann der Verteidiger mit den Remparts die Playoffs um die Coupe du Président und nahm anschließend am Memorial Cup teil. Der Durchbruch in Québec gelang ihm in der folgenden Spielzeit 1976/77, als er das Team als Mannschaftskapitän anführte, in 72 Spielen auf 84 Scorerpunkte kam und anschließend ins LHJMQ Second All-Star Team gewählt wurde. In der Folge wählten ihn die New York Rangers im NHL Amateur Draft 1977 an 62. Position aus. Vorerst verbrachte Marois allerdings den Großteil der folgenden Saison in der American Hockey League (AHL) bei den New Haven Nighthawks, dem Farmteam der Rangers, und absolvierte nur neun Spiele in der National Hockey League (NHL).

### NHL
Mit Beginn der Spielzeit 1978/79 etablierte sich der Abwehrspieler im NHL-Aufgebot der Rangers und erreichte in seiner ersten vollständigen NHL-Saison prompt das Stanley-Cup-Finale, unterlag dort jedoch den Canadiens de Montréal. Näher sollte Marois der Meisterschaft in seiner Karriere nicht mehr kommen. Bereits nach etwas mehr als drei Jahren gaben ihn die Rangers im November 1980 samt Jim Mayer an die Vancouver Canucks ab und erhielten im Gegenzug Jere Gillis und Jeff Bandura. Nur vier Monate später transferierten ihn die Canucks bereits weiter zu den Nordiques de Québec, die dafür Garry Lariviere nach Vancouver schickten.
Zurück in seiner Heimat Québec steigerte Marois seine persönliche Statistik und etablierte sich dabei als Offensivverteidiger in der NHL, so erreichte er in der Spielzeit 1983/84 in 80 Spielen 49 Punkte sowie eine Plus/Minus-Wertung von +51, die unter Verteidigern in diesem Jahr nur von Denis Potvin und Paul Coffey übertroffen wurde. Zudem überzeugte er wie bereits bei den Remparts mit seinen Führungsqualitäten und übernahm 1982 das Kapitänsamt von André Dupont, das er drei Jahre innehaben sollte, bis er es 1985 an Peter Šťastný abtrat. Wenig später gaben ihn die Nordiques im November 1985 im Tausch für Robert Picard an die Winnipeg Jets ab. In Winnipeg knüpfte der Kanadier an seine vorherigen Leistungen an und erzielte in der Saison 1987/88 mit 51 Punkten in 79 Spielen den Bestwert seiner NHL-Karriere. Nach etwa drei Jahren bei den Jets trat Marois im Dezember 1988 den Rückweg nach Québec an, indem ihn Winnipeg im Tausch für Gord Donnelly zurück zu den Nordiques schickte. Dort beendete er die Spielzeit und vertrat sein Heimatland anschließend mit der kanadischen Nationalmannschaft bei der Weltmeisterschaft 1989, bei der das Team Canada die Silbermedaille gewann.

### Karriereende
Nach einer weiteren Saison bei den Nordiques wurde Marois im NHL Waiver Draft 1990 von den St. Louis Blues ausgewählt, bei denen er eineinhalb Spielzeiten aktiv war, bevor ihn die Blues im November 1991 an die Winnipeg Jets abgaben und im Gegenzug ein Achtrunden-Wahlrecht für den NHL Entry Draft 1992 erhielten. An seiner alten Wirkungsstätte absolvierte der Verteidiger seine letzten 34 NHL-Spiele, bevor er seine Laufbahn in der Saison 1992/93 bei den Hamilton Canucks in der AHL ausklingen ließ. Im Sommer 1993 erklärte er seine aktive Karriere, in der er in der NHL insgesamt 1055 Spiele absolviert und 471 Scorerpunkte erzielt hatte, offiziell für beendet. Anschließend betreute er die Hamilton Canucks in der Spielzeit 1993/94 als Assistenztrainer, blieb jedoch nicht in diesem Beruf und ist stattdessen seit dem Jahre 2000 als Scout aktiv. In dieser Funktion war er bisher für die Vancouver Canucks (2000–2003 und 2007–2008), die Carolina Hurricanes (2008–2010) sowie die Detroit Red Wings (seit 2011) tätig.

## Erfolge und Auszeichnungen
- 1976 Coupe-du-Président-Gewinn mit den Remparts de Québec
- 1977 LHJMQ Second All-Star Team
- 1989 Silbermedaille bei der Weltmeisterschaft

## Karrierestatistik

### International
Vertrat Kanada bei:
- Weltmeisterschaft 1989

(Legende zur Spielerstatistik: Sp oder GP = absolvierte Spiele; T oder G = erzielte Tore; V oder A = erzielte Assists; Pkt oder Pts = erzielte Scorerpunkte; SM oder PIM = erhaltene Strafminuten; +/− = Plus/Minus-Bilanz; PP = erzielte Überzahltore; SH = erzielte Unterzahltore; GW = erzielte Siegtore; 1 Play-downs/Relegation; Kursiv: Statistik nicht vollständig)